# 우태운
우태운(禹泰雲, 1990년 5월 11일 ~ )은 대한민국의 래퍼이다.

## 학력
- 서울마포초등학교 (졸업)
- 아현중학교 (전학)
- 동경한국학교 중등부 (졸업)
- 일본 도쿄 코게이 대학교 산업미술학과 (중퇴)
- 중앙대학교 연극영화학과 (중퇴)

## 음반

### 피쳐링
- 2012년 더 씨야 - 내 맘은 죽어 가요 피쳐링
- 2013년 티아라 N4 - 전원일기 피쳐링

### 솔로 음반
- 스페셜 디지털 싱글 - 내꺼 빼껴
- 싱글 - Fine Apple

## 출연 작품

### 방송
- 2013년 MBC MUSIC 《쇼챔트루백쇼》
- 2015년 M.net 《Show Me The Money 4》 참가자
- 2016년 M.net 《Show Me The Money 5》 참가자
- 2016년 MBC 에브리원 《비디오스타》
- 2017년 JTBC 《믹스나인》 참가자

### 드라마
- 2011년 MBC 《내 마음이 들리니》 - 태운 역